# Mircea Degeratu
Mircea Degeratu (n. 19 februarie 1950, București, România) este un inginer român, Profesor Universitar Emerit, membru titular al Academiei Oamenilor de Știință din România. Este inițiatorul și dezvoltatorul școlii românești de hidraulică hiperbară, aparținând ingineriei hiperbare și dezvoltatorul școlii românești de aerodinamică neaeronautică și ingineria vântului. În urma activității didactice și de cercetare, a obținut rezultate valoroase în mai multe domenii ca mecanica fluidelor, hidraulică și mașini hidraulice, termohidraulica fluidelor compresibile, hidraulica hiperbară, aerodinamica experimentală, ingineria vântului.
Profesorul Mircea Degeratu are origini din patru familii boierești fiind descendent al familiei Vârnav pe linia Diacului Irimia Vârnav "ot Cernești", urmat de Stolnicul Teodor Vârnav și Medelnicerul Pavel Vârnav, , al familiei Stamati originară din Florența, din conții St. Amatti, pe linia Vistiernicului Timoteus Stamati, Mitropolitului Moldovei Iacob Stamati și a Vel paharnicului Toma Stamati, al familiei Pantazi pe linia Slugerului Costachi Pantazi și al familiei Degeratu pe linia Paharnicului Gheorghe Degeratu. Este fiul lui Mircea Gh. Degeratu, General al Armatei Regale a României și strănepot al Colonelului Gheorghe Degeratu distins în Războiul de Independență de la 1877.

## Studii
A urmat cursurile școlii primare la Liceul „Iulia Hasdeu” din București iar clasele liceale le-a urmat la Liceul „Mihai Viteazul” din București. Apoi, a urmat cursurile Institutului de Construcții București (actualmente Universitatea Tehnică de Construcții București), pe care l-a absolvit în anul 1972, sub îndrumarea profesorului Constantin Iamandi. În anul 1987 obține titlul de doctor inginer cu teza Contribuții la ingineria vântului, tot sub îndrumarea profesorului Constantin Iamandi, Laureat al Premiului de Stat. 

## Activitate profesională

### Activitatea profesional-didactică
În perioada 1972-1977 a funcționat ca Cercetător științific la INCERC București. Apoi, în perioada 1977-2018 a avut, succesiv, funcțiile didactice universitare de Asistent universitar, Șef de lucrări universitar, Conferențiar universitar și Profesor universitar la Departamentul de Hidraulică și Protecția Mediului din Universitatea Tehnică de Construcții București, unde a predat cursurile de Hidraulică, Mecanica fluidelor și mașini hidraulice, Ingineria vântului, Termohidraulica fluidelor compresibile, Instalații și echipamente pentru utilizarea energiilor mecanice nepoluante, Hydraulique, Captarea și conversia energiilor provenind din vânt și valuri etc. De asemenea, în perioada 1993-1996 a funcționat ca Profesor universitar asociat la Universitatea din București unde a predat cursul de Hidraulică, iar în perioada 2021-2022 a funcționat ca Profesor universitar asociat la Universitatea Ovidius din Constanța unde a predat cursul de Mecanica fluidelor și mașini hidraulice. 
A funcționat, pe bază de concurs, în perioada 1995-2007 ca Profesor universitar la Université Paris 12 Val de Marne și la Université Paris 7 Denis Diderot unde a predat cursurile Mécanique des fluides și Hydraulique.
Este Conducător de doctorat din anul 2008, conducând teze de doctorat la specialitatea de Hidraulică și Mecanica Fluidelor fiind, totodată, membru în comisii de doctorat în țară (la Universitatea Tehnică de Construcții București, Universitatea Politehnica din București, Universitatea din București, Universitatea Dunărea de Jos din Galați, Universitatea Maritimă din Constanța) și în străinătate (la Université Paris 12 Val de Marne, Université Paris 7 Denis Diderot, Université de La Rochelle, Institut National de Sciences Appliquées de Rennees). În perioada 2011-2012 a funcționat ca Director al Școlii Doctorale din Universitatea Tehnică de Construcții București.
În anul 2019, pentru meritele din domeniul activității didactice și științifice, a primit titlul de Profesor Universitar Emerit la Universitatea Tehnică de Construcții București.

### Activitatea științifică (domenii de cercetare)
Activitatea științifică a profesorului Mircea Degeratu s-a desfășurat în următoarele domenii de cercetare:
- Aerodinamică și ingineria vântului la Laboratorul de Aerodinamică și Ingineria Vântului din Departamentul de Hidraulică și Protecția Mediului din  Universitatea Tehnică de Construcții București;
- Hidraulica instalațiilor și utilajelor și termohidraulica fluidelor compresibile la Laboratorul de Hidraulică din Departamentul de Hidraulică și Protecția Mediului din  Universitatea Tehnică de Construcții București;
- Hidraulica sistemelor și echipamentelor hiperbare la Laboratorul Hiperbar și la Laboratorul Pătrunderea Omului sub Apă din Centrul de Scafandri Constanța al Forțelor Navale Române și la Centrul de Cercetare Științifică pentru Forțele Navale; [2]
- Curgeri supersonice cu unde de șoc și de condensare la Université Paris 12, la LETIEF (Laboratoire d’Energétique et de Thermique Industrielle de l’Est Francilien), în colaborare cu ONERA (Office National d'Études et de Recherches Aérospatiales);
- Aerodinamică experimentală privind dispersia poluanților gazoși în atmosferă la Université Paris 7, la GSPE (Groupe des Sciences Physiques pour l’Environnement), în colaborare cu Université Paris 12, LETIEF.

### Publicații
Profesorul Mircea Degeratu a publicat peste 35 de cărți, majoritatea publicate la edituri acreditate CNCSIS, peste 60 de articole și studii publicate în reviste cotate ISI (29 articole ISI, dintre care 4 articole în zona Roșie-Quartila Q1, 1 articol în zona Galbenă-Quartila Q2, restul fiind din Quartila Q3, după scorul AIS), sau indexate în BDI (peste 31 de articole BDI). A publicat 4 brevete internaționale cotate ISI și 2 brevete naționale. Majoritatea publicațiilor sunt din domeniile Hidraulicii hiperbare, Aerodinamicii experimentale și numerice și Ingineriei vântului. 
Este Redactor șef al revistei cotate BDI, Annals-Series Engineering Sciences, Academy of Romanian Scientists (din 2009).

## Contribuții generale
- elaborarea tehnologiei scufundării de sistem la 500 m, cu amestec Heliox, pentru Forțele Navale, România fiind a patra țară din lume care a atins această adâncime;
- conceperea și calculul primului aparat românesc de respirat sub apă cu circuit semiînchis, ASMA, destinat scafandrilor militari deminori;
- conceperea și proiectarea tunelului aerodinamic TASL1-M din Laboratorul de Aerodinamică și Ingineria Vântului, LAIV-DHPM-UTCB, care permite simularea stratului limită atmosferic atât ca profil de viteză medie cât și ca structură turbulentă;
- proiectarea tunelului aerodinamic cu strat limită dinamic și termic LETIEF – Université Paris 12 Val de Marne, destinat efectuării de teste privind dispersia poluanților atmosferici în zona pariziană;
- conceperea și proiectarea balanței aerodinamice cu 6 componente (3 forțe și 3 momente), BAR6C care a echipat tunelul aerodinamic TASL1-M, prima balanță aerodinamică de acest tip concepută și realizată în România;
- conceperea submersibilului TASOS-V2 pentru transportul scafandrilor de luptă din cadrul Forțelor Navale Române în zona de operații.

## Titluri științifice și distincții
- Doctor în științe tehnice (1987)
- Consultant științific oficial al Centrului de Scafandri Constanța din cadrul Marinei Militare Române (1981)
- Membru corespondent al Academiei Oamenilor de Știință din România (1990)
- Membru titular al Academiei Oamenilor de Știință din România (1996)
- The medal of honour - International man of the year 1997-1998, Cambridge, England
- Medalie de Aur la Salonul Internațional de Invenții, INVENT (2002)
- Medalie de Argint la Salonul Internațional de Invenții de la Geneva (2002)
- Medalie de Aur la Salonul Internațional de Invenții de la Bruxelles (2004)
- Laureat al Premiului Hermann Oberth al Academiei Oamenilor de Știință din România (2015)
- Consultant științific oficial al Centrului de Cercetare Științifică pentru Forțele Navale (2020).

## Funcții de conducere și afilieri la asociații profesionale
- Director al Școlii Doctorale a Universității Tehnice de Construcții București (2011-2012);
- Vicepreședinte la Comisia Tehnologii și Instalații Hiperbare din AOȘR (2011-prezent);
- Președinte la Grupul de lucru Hidraulică Hiperbară din AOȘR (2011-prezent);
- Membru fondator la Asociația Română de Ingineria Vântului;
- Membru fondator la Asociația Inginerilor de Instalații din România;
- Membru fondator la Societatea Română pentru Protecția Atmosferei;
- Membru fondator la Liga Navală Română;
- Membru fondator la Societatea pentru Protejarea Energiilor Reutilizabile, Inepuizabile și Noi;
- Membru fondator la Comisia de Energie Regenerabilă (CER) de pe lângă Secția de Științe Tehnice a Academiei Române.

## Lucrări
Activitatea de cercetare s-a concretizat și într-un număr mare de lucrări publicate: tratate și monografii, lucrări științifice și brevete dintre care pot fi menționate:

### Tratate, monografii, cursuri (selecție)
- Hidraulica instalațiilor. Elemente de calcul și aplicații (1985),
- Stratul limită atmosferic (2002)
- Tehnologii hiperbare pentru scufundări unitare și în saturație (2008)
- Modelare experimentală și numerică în ingineria vântului (2008),
- Analiză dimensională, similitudine și modelare (2015)
- Calculul aparatelor speciale de respirat sub apă (2019)
- Simularea stratului limită atmosferic în tunel aerodinamic (2019).

### Articole sau studii (selecție)
- Computer-aided simulation of theoretical processes în binary and ternary mixtures of hyperbaric systems used în deep diving (1986)
- Experimental study of a two-phase two-component critical flow în a converging-diverging nozzle (1998)
- Meteorological revolving wind tunnel with simulated atmospheric boundary layer (2009)
- Wind tunnel testing on underwater robots models (2010)
- Effect of wind turbulence on aeolian energy potential (2016)
- Wind Tunnel and Numerical Modeling of Atmospheric Boundary Layer Flow Over Bolund Island (2016)
- Numerical predictions of the flow around a small ducted wind turbine equipped with passive flow control devices (2020).

### Brevete internaționale (selecție)
- Prolonged submersion refined autonomous diving gearjconsists of container coordinated with minisubmarine via a constant gas mix feeder having a pressure regulator (1991);
- Prolonged submersion highly autonomous diving gearjconsists of container giving divers an oxygen boost via a constant gas mix feeder having a pressure regulator (1998)[3]